# Миле Грозданић
Миле Грозданић (Понори, 15. април 1942 — Београд, 9. новембар 2022.) био је српски сликар, графичар и ликовни педагог.  

## Биографија
Миле Грозданић је у Београду живео од 1954. године. Након завршене Средње графичке школе у Београду 1961. на одсеку за ручно слагање, запослио се 1964. у Издавачкој кући „Југославија” као технички уредник. Радио је на уређивању и продукцији разних публикација у ликовној, копродукцијској и туристичкој редакцији. 1967. уписао је студије графике на Академији ликовних уметности у Београду, где је дипломирао 1972. у класи професора Миодрага Рогића. Ту је завршио и постдипломске студије 1974. Радећи на Вишој педагошкој школи у Београду од 1978. изабран је у звање професора, на одсеку за графичке уреднике. Наставничку каријеру наставио је као доцент на Факултету ликовних уметности у Београду 1987. где је предавао графику и цртање. 1990. постаје ванредни професор на истом факултету, а од 1995. редовни професор.
Од 1990. ради као професор на Факултету ликовних уметности на Цетињу, где формира смер за графички дизајн и од самог оснивања предаје Графику књиге, Технолошку обраду књиге и Цртање. 2000. изабран је у звање редовног професора на овој институцији. 2011. додељен му је почасни докторат у Подгорици.
Од 1973. године излаже самостално и на колективним изложбама у земљи и иностранству (Београд, Херцег Нови, Тиват, Копенхаген, Милано, Торонто, Фиренца, Варшава...). Добитник је више награда за графику и графички дизајн (Награда Октобарског салона 1975, Велики печат Графичког колектива 1978).
Написао је енциклопедијску студију „Пут до књиге“ (Публикум, Београд 2007), за коју је на Београдском сајму књига 2007. године награђен Наградом за најбољу књигу.
Грозданићева дела се данас налазе у Музеју савремене уметности, Народном музеју и Галерији Графичког колектива у Београду, као и у Народном музеју у Нишу.

### Уметнички стил
У свом раду Грозданић је трагао за технолошким иновацијама попут употребе пластичне фолије или комбинације линотипа и ситоштампе под утицајем рекламне графике. Остварио је синтезу модерног приступа и ефикасног дејства.